# Ammit

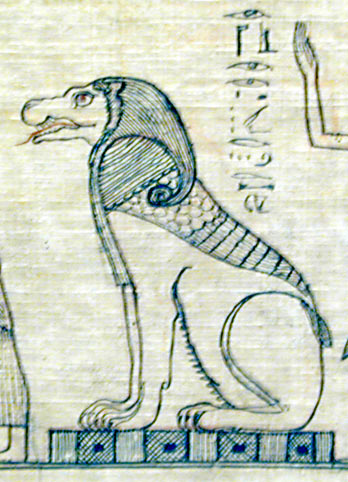
En avbildning av Ammit på en papyrus från sentiden.

Ammit (även Ammut eller Ahemait) var i egyptisk mytologi en kvinnlig demon som slukade de syndiga själarna som inte var värdiga att komma till himmelriket, Aaru. Den var en del lejon, en del flodhäst och en del krokodil. Den tänktes hålla till under själsvågen i underjordiska Duat.